# Jan Bergman (religionshistoriker)
Jan Bergman, född 2 juni 1933 i Motala, död 27 augusti 1999 i Linköping, var en svensk religionshistoriker. Han var bror till Pär Bergman. 
Bergman disputerade 1968 på ett ämne inom egyptologi och år 1975 blev han professor i religionshistoria med religionsfenomenologi vid Uppsala universitetmed särskild inriktning på Främre Orientens gamla religioner. Han intresserade sig inte bara för de stora religionerna i deras historiska skepnad, utan också för mötet mellan religioner och politik i nutiden. Han var en av initiativtagarna till grundandet av det så kallade Mellanösternprojektet vid Teologiska institutionen och projektet gjorde en första studieresa till Israel i adventstid 1977. Projektet syftade bland annat till en respektfull ömsesidig dialog mellan kristna, judar och muslimer.

## Debatt av tolkning av bibeltexter
Bergman väckte debatt genom sina tolkningen av bibeltexter som vittne i tryckfrihetsmålet mot Ahmed Rami, där Rami 1989 dömdes för hets mot folkgrupp. Efter en anmälan mot ett radioprogram av Rami 1987 fann justitiekanslern att programmet innehöll en sammanställning av olika bibelcitat och citat ur litteratur som var avsedd att uttrycka missaktning mot judar. I programmet hade citerats bibelversen "Du skall utplåna minnet av Amalek, att det icke mer skall finnas under himmelen." Det var särskilt för tolkningen av dessa bibeltexter som rätten kallade Bergman som sakkunnig och som orsakade debatt delvis på grund av ordval och hur det översatts till engelska.